# زمین‌لرزه ۱۹۳۱ پاکستان
زمین‌لرزه پاکستان  در تاریخ ۲۷ اوت ۱۹۳۱ میلادی، برابر با ‎۴ شهریور ۱۳۱۰، ساعت ۱۵:۲۷:۲۴ به زمان یوتی‌سی در پاکستان رخ داد. ژرفای این زلزله ۳۵ کیلومتر بود. بزرگی آن ۷٫۱ در مقیاس Mw اعلام شده‌است. زمین‌لرزه به وقت محلی در روز پنج‌شنبه، ساعت ۲۰ روی داده و منطقه زمانی آن یوتی‌سی +۵ بوده‌است .
شمار کشتگان زلزله حدود ۲۰۰ نفر بوده‌است.